# Le mani sporche (miniserie televisiva)
Le mani sporche è uno sceneggiato televisivo in tre puntate, trasmesso per la prima volta dalla Rai nel 1978, per la regia di Elio Petri, basato sull'omonimo dramma teatrale di Jean-Paul Sartre (Le mani sporche). Oltre alla regia, Elio Petri ne curò la traduzione dal francese e l'adattamento televisivo.

## Ambientazione
La storia è ambientata in Illiria, paese immaginario dell'Europa centrale, verso la fine della seconda guerra mondiale. Il paese, alleato dei tedeschi che lo occupano, è in guerra contro l'Unione Sovietica.

## Trama

### Prima puntata
Hugo Barine è un giovane, che per l'uccisione di Hoederer, capo del partito proletario clandestino, ha scontato due anni di prigionia. Appena uscito dal carcere si reca a casa di Olga, dirigente dello stesso partito, che gli comunica l'intenzione dei propri compagni di farlo fuori. Per l'attrazione che nutre nei confronti di Hugo, Olga tenta di convincere i vertici del partito che Hugo può ancora essere recuperabile e per far ciò chiede ai suoi compagni di darle qualche ora per parlare con il giovane. Così Hugo comincia a raccontare i fatti che l'hanno condotto in prigione, apparentemente per ragioni passionali. 
Il racconto riporta l'orologio del tempo indietro, a due anni prima, allorquando il giovane Hugo si propone di uccidere Hoederer, accusato dall'ala più dogmatica di voler condurre il partito ad un'alleanza con quello conservatore della borghesia e con i simpatizzanti del reggente. Pertanto Hugo, insieme alla giovane moglie Jessica, si reca nell'abitazione di Hoederer, che aveva chiesto nel frattempo al partito un giovane per il ruolo di suo segretario.

### Seconda puntata
Passano i giorni in casa di Hoederer, senza che Hugo porti a termine il suo proposito, fino al giorno in cui l'anziano capo del partito, come da tempo programmato, incontra a casa sua Karsky e il principe Paul, rispettivamente leader del partito della borghesia e figlio del reggente, con lo scopo di valutare la possibilità di dare vita ad un accordo per il futuro assetto del paese in occasione dell'imminente sconfitta dei tedeschi e il conseguente arrivo dei russi.
L'incontro è turbato dall'esplosione di una bomba nel giardino adiacente all'abitazione, mentre Hugo è quasi sul punto di estrarre la pistola per compiere il suo piano.

### Terza puntata
La notte Olga, autrice dell'attentato, va a trovare di nascosto Hugo che giace ubriaco a letto, per ricordargli il suo dovere. Il tutto avviene in presenza di Jessica che apprende così che Hugo ucciderà l'indomani Hoederer del quale si è, nel frattempo, segretamente invaghita. Per questa ragione la giovane indurrà i due, Hugo e Hoederer, ad un chiarimento, fatto anche di momenti duri, che non porterà a nulla.
Il giorno dopo Hugo si presenta nello studio di Hoederer armato e intenzionato ad uccidere. Sebbene il vecchio leader lo sfidi a far fuoco mettendoglisi di spalle, Hugo desiste e depone la pistola, uscendo dallo studio, arrendendosi di fatto a colui dal quale si sente senza volerlo attratto. 
A quel punto è Jessica che entra nello studio e rivela ad Hoederer la propria attrazione nei suoi confronti ed il bisogno di sentirsi amata come donna e non più come bambina, come era sempre accaduto con Hugo. Finisce che i due si baciano, mentre Hugo è di ritorno nella stanza. Alla loro vista estrae la pistola e spara.
Il racconto di Hugo è terminato. Olga lo informa che, nonostante l'eliminazione del vecchio leader, la linea politica di Hoederer è divenuta nel frattempo la linea ufficiale del partito. Quindi Hugo ha ucciso per niente, anzi ha ucciso un eroe nazionale. Contro la volontà di Olga, si avventa fuori casa e affronta i sicari che lo attendono per eliminarlo. Hugo urla “Non recuperabile!” e si accascia a terra colpito a morte.

## Commenti ed analisi
Allo scopo di esaltare la teatralità dello sceneggiato televisivo, Elio Petri introdusse, prima e dopo il dramma teatrale vero e proprio, due scene non previste nell'opera di Sartre. La prima rappresenta la scena iniziale dove il personaggio di Hugo, con una valigia in mano, attraversa, partendo dal fondo, tutta la platea occupata da giovani, fino a raggiungere il palcoscenico. Da notare che la macchina da presa si sofferma ad inquadrare, seduto in galleria, un anziano signore vestito da comandante militare, in cui si riconosce chiaramente la figura di Stalin. L'altra scena chiude, invece, il dramma teatrale, mostrando tutti gli attori sul palco nella passerella tipica di fine spettacolo, mentre gli spettatori da un lato della platea applaudono entusiasti in direzione del palco, mentre dall'altra rumoreggiano e imprecano nella stessa direzione, ma anche contro quella parte della platea che mostra di aver gradito. A luci spente, la platea si svuota e la macchina da presa riprende l'ultimo ad andare via: il fantasma di Stalin.
     
Nelle intenzioni di Petri, come egli stesso affermava, c'era l'idea di "fare Le mani sporche, in certi limiti, come se fosse un Todo modo dello stalinismo", affrontando finalmente lo scheletro nell'armadio dello stalinismo come aveva fatto con la classe dirigente democristiana nel film citato.

Intervistato da Lietta Tornabuoni nel 1978, Petri dichiarò: "Dal partito comunista sono uscito da anni: non perché ne credessi sbagliata la causa, ma perché sentivo di non poter promettere obbedienza e fedeltà all'organizzazione. Nel partito comunista ho avuto la mia educazione politica, nel 1948 ero un ragazzo come Hugo e, benché personalmente incapace di violenza, ero tra quelli che avrebbero ucciso Hoederer: i fatti de Le mani sporche sono anche fatti miei, riguardano anche me con tanti altri, ieri e oggi." 

## Curiosità
- Le scene iniziali e finali dello sceneggiato sono state girate all'interno del Teatro Gerolamo di Milano, che fu chiuso nel 1983 e riaperto al pubblico nel 2016.[5][6]
- Durante la prima puntata, all'atto in cui ha termine una riunione dei vertici del partito, Louis congeda alcuni partecipanti, che via via scendono una scala interna all'appartamento dove si svolge la scena. Tra costoro, terzo ed ultimo a scendere (riconoscibile anche perché tiene il cappello in mano) fa la sua apparizione il regista Elio Petri che stringe la mano di Louis lanciandogli uno sguardo quasi beffardo.[7]